# Самиха Ајверди
Самиха Ајверди (тур. Sâmiha Ayverdi; 25. новембар 1905 — 22. март 1993), била је турска књижевница, мислилац и следбеница суфизма. Рођена је у Истанбулу (општина Фатих, четврт Шехзадебашу, тур. Şehzadebaşı), у породици Фатме Мелихe Ханум (тур. Fatma Meliha Hanım) и Исмаила Хакки-бега (тур. İsmail Hakkı Bey), османског официра. Образовање је стекла у средњој школи Сулејманије Киз Нумуне мектеби (срп. Женска узорна школа у Сулејманији), 1921. године где је, поред осталог, учила француски језик и проучавала филозофију и исламски мистицизам. Након завршетка средње школе наставила је да се образује приватно. Научила је француски језик и усавршавала се у областима: историје, суфизма, филозофије и књижевности. Била је ученица и касније званична наследница суфијског мислиоца Кенана Рифаија (тур. Ken'an Rifâî Büyükaksoy), који је имао велики утицај на њен рад. Њен брат, Екрем Хакки Ајверди (тур. Ekrem Hakkı Ayverdi), био је познати архитекта и историчар.

## Биографија

### Породично порекло и рани живот
Самиха Ајверди рођена је 1905. године, на самом почетку 20. века током распада Османског царства, у угледној и образованој породици са дубоким коренима у османској традицији. Њен отац, Исмаил Хакки-бег, био је османски официр, пешадијски пуковник и ветеран балканских и Првог светског рата, док је мајка, Фатма Мелиха Ханим, била потомак породице повезане са духовним и културним наслеђем Бекташи реда (тур. Bektaşi tarîkati), укључујући и потомство познатог дервиша Гјул Бабе (тур. Gül Baba). Њена бака, Халет Ханим (тур. Hâlet Hanım), која је била аристократска дама из више класе, одиграла је посебно важну улогу у њеном развоју као личности али и у погледу друштвеног статуса и манира, док је њен деда био такође значајан пример због свог начина  живота. Одрасла је у елитној групи у погледу свог окружења и породице и под утицајем мајке и оца: морално, интелектуално, религиозно и лично. Детињство је провела у историјским деловима Истанбула, првенствено у Шехзадебашију, одраставши у контексту великих историјских и друштвених промена које су се одигравале у том периоду.

### Образовање и духовно формирање
Самиха је образовање започела са пет година у основној школи Инас Нумуне мектеби (срп. Женска узорна школа). Значајну улогу у њеном образовању и интелектуалном формирању имала је породична библиотека, у којој је већ са дванаест година читала озбиљна дела, показујући рану зрелост и склоност ка учењу. Након основне школе је 1921. године завршила девојачку средњу школу Сулејманије Киз Нумуне мектеби, где се истицала у учењу француског језика и изучавању филозофије, књижевности и исламског мистицизма (тасавуф). Након тога, наставила је школовање приватно, учећи француски језик на напредном нивоу и похађајући часове виолине, чиме је наставила своје опште културно и уметничко образовање. Иако се у деветнаестој години удала, брак је убрзо окончан разводом, након што је родила ћерку, будући да између ње и супруга није постојала духовна и интелектуална блискост. Њени контакти са водећим интелектуалцима и културним првацима тог доба развијали су се захваљујући њеном раном присуству у селамлик сохбетима (тур. Selamlık Sohbet) односно културно-религијским разговорима који су се одржавали у мушком делу куће и у којима је, као девојчица, учествовала у пратњи свог оца. Управо та духовна и интелектуална размена, као и културна акумулација стечена у таквом амбијенту, допринеле су формирању њеног снажног и истрајног карактера. Захваљујући изузетном памћењу и широком образовању, Ајверди је касније управо из тог искуства црпела инспирацију и грађу за многа своја књижевна дела. У културно-образовном погледу, Самиха је била блиско повезана са интелектуалним и политичким елитама касног османског и раног републиканског периода, што је у великој мери усмерило развој њене личности и мисли. Пресудни духовни и интелектуални утицај на формирање Самихе Ајверди имао је угледни суфиски учитељ и шеиx Кенан Рифаи  предводник истоимене духовне заједнице у истанбулској општини Фатих, познате као Алтај Уми Кенан дергах. Као његова најистакнутија ученица и духовна наследница, Самиха Ајверди је, након његове смрти 1950. године, преузела водећу улогу у рифаијској суфистичкој традицији у Истанбулу. Услед овог духовног усмерења, сви њени радови носе печат дубоко усађене суфијске етике и космологије, те њено схватање турског идентитета као синтезе религије, културе и историје.

### Књижевно и јавно деловање
Ајверди је започела своју књижевну каријеру 1938. године романом То је била љубав  (тур. Aşk Bu İmiş), чиме је поставила темеље не само за сопствени поетски стил већ и за нови правац у турској прозној традицији у којем се мистицизам први пут третира као књижевна тема у постмодерном контексту. Од 1946. године све више се окреће интелектуалним и историјским делима, у којима се бави проблемима очувања отуђених вредности османске цивилизације, кризама идентитета у савременој Турској и проналажењем нове синтезе између источне духовности и модерне државности. У центру њеног дела налази се и Истанбул, не само као физички простор већ и као симбол духовне и културне вертикале турског народа. Захваљујући свом литерарном ангажману на темама османске културе и прошлости Истанбула, Самиха Ајверди се у турској културној јавности често доживљава као један од најизразитијих гласова који су писали о духовном и историјском наслеђу овог града. Њена писана заоставштина обухвата више од 40 објављених књига: романа, приповедака, есеја, мемоара, чланака и писама. Поред тога што је била истакнута књижевница, Самиха Ајверди је активно учествовала у културном и друштвеном животу Турске друге половине 20. века. Била је једна од првих жена које су, 1954. године, организовале обележавање Шеб-и Аруса (тур. Şeb-i Arûs), ноћи сећања на смрт и духовно уједињење са Алахом великог песника и мистика Џелалудина Румија, у граду Конија. Својим ангажманом дала је значајан допринос промоцији поезије Јунуса Емреа, као и подршци обнови традиционалних уметности попут калиграфије (тур. hat sanatı) и османске минијатуре (тур. minyatür). Са својом наглашено друштвено-ангажованом и саборно оријентисаном природом, Ајверди је била иницијатор или суоснивач више институција од културног и националног значаја, међу којима су: Друштво за обележавање освајања Истанбула (тур. İstanbul’un Fethi Derneği), Институт Јахја Кемал (тур. тур. Yahya Kemal Enstitüsü), Фондација за културу и уметност Кубеалти (тур. Kubbealtı Akademisi Kültür ve Sanat Vakfı), као и Удружење турских жена за културу (тур. Türk Kadınları Kültür Derneği). Као активна чланица ових организација, држала је предавања, учествовала на духовним састанцима, и иницирала курсеве уметности као што су: музика, калиграфија и илуминација (тур. tezhip), чиме је допринела преношењу османско-турске културне баштине на нове генерације. Посебну пажњу посвећивала је оживљавању верских обичаја у свакодневном животу, промовишући церемоније попут дечјих ифтара, верских именовња, амин поворки (тур. amin alayı) и верских венчања, које су полако ишчезавале у модернизованом урбаном окружењу. Ова иницијатива није остала само у уским круговима њене духовне заједнице, већ је стекла ширу друштвену видљивост. Познато је да је одговарала на сваку писмену преписку коју је добијала, а многе од тих преписки биле су упућене премијерима, министрима, представницима политичких партија и градским властима. У њима је износила ставове о питањима политике, образовања, језика, културе и јавног морала. Већи број ових писама објавио је Исмет Бинарк (тур. İsmet Binark) под насловом Писма Самихе Ајверди (тур. Sâmiha Ayverdi'nin Mektupları), у Истанбулу 2002. године, што представља изузетно значајан извор за разумевање њене јавне делатности и идејног хоризонта. Ајверди је такође путовала у бројне градове Балкана и Европе, што је утицало на њено сагледавање међукултурних односа. Године 1980. учествовала је на припремном састанку за Исламску конференцију у Севиљи (Шпанија), а утиске са путовања забележила је у свом делу Неколико корака по Земљи (тур. Yeryüzünde Birkaç Adım), 1984. године.

### Последње године и смрт
Самиха Ајверди провела је последње године свог живота у Истанбулу, настављајући свој рад као књижевница, интелектуалка и духовна учитељица. До краја живота остала је активна у културним и духовним круговима, посебно у оквиру суфистичке традиције реда Рифаи (тур. Rifâî tarîkatı) чији је била истакнути представник. Користила је турски језик веома префињено, снажно, али и једноставно, не само у својим делима, већ и у свакодневном животу. Била је компетентна у свим темама, а говорила би  мало. Била је позната по томе што, иако дубоко религиозна, није носила мараму (хиџаб) у свакодневном животу. Ова одлука била је неуобичајена за побожну муслиманку њеног времена и изазвала је критике конзервативних кругова. Националистичко-исламистички критичари су сматрали да њен пример лоше утиче на друге жене у њеном кругу, подстичући их да преиспитају традиционалне улоге жена у турском друштву. Међутим њен суфијски ред, био је познат по либералнијем приступу верским правилима. У овом реду, жене нису биле приморане да носе мараму, јер се сматрало да је покривање главе више културна традиција него верска обавеза. Према истраживању Илкера Ајтјурка (тур. İlker Aytürk), Ајверди је била увек скромно, али модерно обучена, пратећи савремене модне трендове, а мараму је носила само током молитве и верских обреда. Ова комбинација дубоке религиозности и модерног приступа животу чини Самиха Ајверди јединственом фигуром у историји турског ислама, посебно у контексту расправа о улози жене и верском изражавању у савременом друштву. Преминула је 22. марта 1993. године у Истанбулу. Сахрањена је на гробљу Мерке́зефенди (тур. Merkezefendi Mezarlığı) у истанбулској општини (округу) Зејтинбурну (тур. Zeytinburnu), у непосредној близини гроба свог духовног учитеља, шеиха Кенана Рифаија.

## Поетика Самихе Ајверди
Поетика Ајвердине прозе одликује се снажно присутним симболизмом и духовном елеганцијом. Њена нарација често користи афористичке изреке и метафоре позајмљене из суфистичке традиције, о чему сведочи начин на који у књигама понавља поетски рефрен „врело живота” или „љубав као светиња“. Ајвердино образовањем углавном засновано на усменој суфијској култури, па у тексту користи често и архаичне речи и изрази османског турског језика, што додатно појачава естетику класичног смисла, дајући посебну ритмичност, при чему афоризми и богато духовно наслеђе чине посебан поетски слој њених дела.

### Књижевни правац и интелектуални контекст
Самих Ајверди је стварала у раздобљу турске републиканске модернизације (нарочито од 1930-их до 1970-их), при чему се изразито супротстављала западњачком секуларизму и „забораву“ османског духовног и културног наслеђа. У том смислу, њено дело је:
- анти-модернистичко, међутим није реакционарно већ само позива на обнову традиције кроз духовност;[28]
- неоосманско по духу, уздижући османску културу као врхунац исламске цивилизације;[28]
- суфистичко,[28] темељићи се на учењима Саида Нурсија (тур. Said Nursi)[XIII] и суфистичкој линији Румија, Ибн Арабија и Мевлевијског реда);
- идејно-наративно, при чему заплет служи као средство за исказивање филозофских и духовних ставова.

Књижевно стваралаштво Самихе Ајверди представља синтезу суфистичке духовности, историјске свести и културног традиционализма у оквиру модерне турске прозе. Њена дела повезују унутрашњу мистичку рефлексију са наративним приказом друштвених промена насталих у епохи транзиције од Османског царства (тур. Osmanlı Devleti) ка Републици Турској (тур. Türkiye Cumhuriyeti). Уместо експерименталне авангарде, њена поетика тежи етичко-духовном утицају и може се дефинисати као духовна или суфистичка проза са елементима традиционалистичког романсијерства.

### Идејна основа, суфизам као централна парадигма
Основни естетски и етички хоризонт Ајвердине прозе утемељен је у суфијској мисаоној традицији. Као духовна наследница и блиска ученица шеиx Кенана Рифаија, Ајверди је у скоро свим својим романима и есејима истицала важност духовног пречишћења и унутрашње трансформације човека. Суфизам у њеном делу није пука религијска референца већ представља егзистенцијалну матрицу која условљава карактере, заплете и развој ликова. У делима попут њеног првог романа То је била љубав и Човек и шејтан (тур. İnsan ve Şeytan), из 1942. године, суфизам је приказан кроз искуство унутрашње борбе између ега, нефса (тур. nefs) и идеала духовног усавршавања под окриљем учитеља, муршида (тур. mürşid), Чести су мотиви трансцендентне, платонске љубави, присуство духовног учитеља као менталног водича, као и наративни глас који превазилази индивидуално искуство и стреми ка универзалним истинама.

### Историјска свест и критика модернизма
Други значајан тематски стуб Ајвердиног дела чини историјска и цивилизацијска свест. Пишући током републиканског доба, Ајверди је била сведок драматичних друштвених промена и деконструкције османске културне матрице. Њена дела често критички реагују на секуларизацију, урбану дегенерацију и губитак духовних оријентира у савременом турском друштву. Она не позива на повратак старом, већ упозорава на губитак континуитета и смисла који је османска цивилизација (тур. Osmanlı medeniyeti) нудила. У делима попут Конак Ибрахим ефендије (тур. İbrahim Efendi Konağı) из 1964. године, она реконструише духовни и морални универзум последњих генерација османске буржоазије, не као романтизовану идеализацију прошлог доба, већ као књижевни одговор на процесе духовног распада и губитка културног идентитета у модерном друштву.

### Поетика места, Истанбул као духовни лик
Истанбул заузима трајно и централно место у делу Самихе Ајверди, не само као географска позорница, већ као симболички и духовни простор кроз који се обликује смисао њене прозе. Он није само место радње, већ динамички субјект њене прозе – амблем Османског царства, извор духовне инспирације и простор моралне катарзе. Многе њене приче и романи одвијају се у историјским четвртима као што су Фатих, Сулејманија, Ускудар, Балат, урбане зоне које у њеном приповедању задобијају мистичне димензије. Ова урбана поетика чини да се Истанбул чита не као мапа него као духовна метафора.

### Наративна структура и стил
У романима Самихе Ајверди доминирају широки идејни оквири са јасно артикулисаном тезом. Према Речнику имена у турској књижевности (тур. Türk Edebiyatı İsimler Sözlüğü, TEIS), свих њених осам романа имају јединствену идеју, односно  сваки њен роман  има своју тезу. Та тема обично обухвата трагање за смислом људског стварања и судбине у контексту великог друштвеног преображаја. На пример, мотив који покреће њене јунаке јесте потрага за стварима које људском стварању дају смисао и мудрост, посматране кроз промене турског друштва од османског до републиканског доба. Као што истиче једно истраживање, Ајвердијева изграђује интелектуалну основу својих романа на суфистичкој мисли и референцама из муслиманско-турске културе. Радња романа често проучава духовни развој јунака (човеково духовно сазревање) и изградњу њиховог идентитета у друштву. Овако постављену идеју поткрепљује и чињеница да се њени романи противе обичном социолошком приказу. За разлику од неких савременика који су промену друштва третирали превасходно социолошки, Ајверди, узимајући у обзир суфистичко образовање, човека увек испитује око филозофских и метафизичких појмова попут Алаха, бића, истине, духа. На тај начин, њена прозна структура је организована око дубоких филозофских питања и традиционалних верских вредности. У поређењу са другим ауторима свог времена, Ајвердина нарација заузима посебно место. На пример, Халиде Едип Адивар је позната као националистички оријентисана списатељица и пионирка ослобађања жена у Турској. Њени романи обично славе државотворне идеале и модернизацију друштва, док су Ајвердини текстови дубље укорењени у конзервативним, суфијским и исламским темама. Ткође у стилском смислу, Ахмет Хамди Танпинар је био савремени списатељ који је слично као и Ајверди, сликовито описивао Истанбул и душевна стања личности током модернизације. Међутим док је Танпинаров прозни израз дубоко психолошки и поетски, у духу Пруста, Ајвердина проза је више усмерена традиционалним образцима и духовним вредностима.

## Уметничко и културно наслеђе
Књижевно и духовно наслеђе Самихе Ајверди обухвата више од самог списатељског опуса, оно представља синтезу отоманског културног памћења, суфистичке традиције и морално-духовне мисли у доба републичке трансформације Турске. Као ауторка која је стварала у периоду бурне модернизације, Ајверди је своју мисију схватала као културни отпор забораву, настојећи да поврати континуитет духовне и цивилизацијске баштине Османског царства у модерној турској свести. Њени наративи оживљавају старе обичаје, архитектуру, кулинарске навике, па чак и језичке особености староосманског говора. Истовремено, она критикује заборав, површност и моралну празнину модерног доба. Тај културни континуитет није израз политичке ревизије прошлости, већ афирмација духовних вредности наслеђа. У својој збирци есеја Питања националне културе и наша просветна мисија (тур. Milli Kültür Meseleleri ve Maarif Davamız), написала је:
| „ | Тајанствена снага која одржава народе у животу и води их ка уздизању проистиче из тога што се њихове националне и духовне вредности сједињују и прожимају у једној заједничкој целини. Друштва лишена ових вредности, или она која нису свесна њиховог значаја, нису у стању да сачувају своје национално и духовно јединство. | ” |

 Духовно и интелектуално наслеђе Самихе Ајверди изразито је утицало на конзервативне кругове републиканске Турске, нарочито током 1960-их и 1970-их година. Њена улога као духовног и културног модела за муслиманску жену модерног доба добила је посебну пажњу у феминистичкој интерпретацији њене прозе. Данас је Самиха Ајверди призната као једна од најзначајнијих културних личности 20. века у Турској.

## Награде и признања
Самиха Ајверди је добила бројна званична признања током свог рада:
- Награда Турске националне фондације за културу (тур. Türkiye Millî Kültür Vakfı Armağanı), 1978.[40]
- Почасна награда за допринос националној култури (тур. Türk Millî Kültürüne Hizmet Şeref Armağanı), 1984.[40]
- Награда за достигнућа Богазичи (тур. Boğaziçi Başarı Ödülleri), издавачке куће Богазичи (тур. Boğaziçi, срп. Босфор), 1985.[40]
- Плакета за заслуге у националној уметности (тур. Millî Sanata Hizmet Plâketi), Турске фондације за књижевност (тур. Türk Edebiyatı Vakfı Onur Ödülü), 1986. године.
- Плакета поводом 50-годишњице (тур. 50. Yıl Plâketi) коју додељује Удружење Ајдинлар Оџаги (тур. Aydınlar Ocağı, срп. Удружење интелектуалаца), 1988.[40]
- Награда за Језик године (тур. Yılın Dil Ödülü), Удружење турских писаца (тур. Türkiye Yazarlar Birliği) за њену књигу мемоара (тур. Hey Gidi Günler Hey), 1988.[41]
- Повеља захвалности (тур. Şükran Beratı), Института за истраживање породице (тур. Aile Araştırma Kurumu), у знак захвалности за њен допринос, 1990. године.[40]
- Награда за изузетне заслуге (тур. Üstün Hizmet Ödülü), доделило је Турско професионално удружење власника турских научних и књижевних дела (тур. Türkiye İlim ve Edebiyat Eseri Sahipleri Meslek Birliği, İLESAM), 1992. године.[40]
- Захвалница (тур. Şükran Plâketi), Удружење турских жена за културу, огранак Истанбул (тур. Türk Kadınları Kültür Derneği İstanbul Şûbesi), 1992.[40]
- Укључивање њеног романа Конак Ибрахим ефендије на званичну листу 100 темељних дела турске књижевности (тур. MEB 100 temel eser), коју је саставило Министарство просвете Турске (тур. Türkiye Cumhuriyeti Millî Eğitim Bakanlığı).[42]
- У Истанбулу је 2005. године средња школа добила име Анадолска средња школа Самиха Ајверди,[43] као и Библиотека Самиха Ајверди (тур. İBB Sâmiha Ayverdi Kütüphanesi Açıldı), 2023. године.[44]

Њена дела, као што су: Конак Ибрахим ефендије и Узалудни дани (тур. Ne İdik Ne Olduk), укључена су у факултетске и средњошколске програме као примери прозе са духовним и историјским тематским фокусом. Такође, поједини њени радови преведени су на персијски, арапски, француски и немачки језик, а у њену част се сваке године организују академски симпозијуми.

## Изабрана дела
Међу најзначајнијим делима Самихе Ајверди су:
- Ово је љубав (тур. Aşk Budur, 1938)
- Несмирени дан (тур. Batmayan Gün, 1939)
- Ноћ у храму (тур. Mâbette Bir Gece, 1940)
- Дрво ватре (тур. Ateş Ağacı, 1941)
- Живи мртвац (тур. Yaşayan Ölü, 1942)
- Човек и шејтан (тур. İnsan ve Şeytan, 1942)
- Последње одредиште (тур. Son Menzil, 1943)
- Куда идеш, путниче (тур. Yolcu Nereye Gidiyorsun, 1944)
- Конак Ибрахим ефендије (тур. İbrahim Efendi Konağı, 1964)
- Историја на Босфору (тур. Boğaziçi'nde Târih, 1966)
- Турско-руски односи и ратови (тур. Türk-Rus Münâsebetleri ve Muhârebeleri, 1970)
- Сусрет са сећањима (тур. Hâtıralarla Başbaşa, 1977)
- Од ропства до господства (тур. Kölelikten Efendiliğe, 1978)
- Неколико корака на Земљи (тур. Yeryüzünde Birkaç Adım, 1984)
- Ах, Дунав, ох, Дунав (тур. Ah Tuna Vah Tuna, 1990)

Списак дела обухвата широк спектар тема, од духовних и моралних питања до историјских и културних анализа.